# Bohemia Interactive
 (décembre 2018).
Si vous disposez d'ouvrages ou d'articles de référence ou si vous connaissez des sites web de qualité traitant du thème abordé ici, merci de compléter l'article en donnant les références utiles à sa vérifiabilité et en les liant à la section « Notes et références ».
Bohemia Interactive est un studio de développement et éditeur de jeux vidéo, basé à Prague en Tchéquie. La société se concentre sur la création de jeux de simulation militaire tels que Operation Flashpoint: Cold War Crisis et la série ARMA. Elle est également célèbre pour avoir travaillé sur une conversion de jeu du mod DayZ créé pour ARMA II.
Fondé par Marek Španěl en 1999, le studio sort son premier jeu en 2001, un jeu de tir militaire intitulé Operation Flashpoint: Cold War Crisis, qui est acclamé par la critique, gratifiant largement le studio pour son travail et lui apportant une large visibilité parmi les fans de jeux de simulation militaire. À la suite de Operation Flashpoint, une série de difficultés est survenue : le portage du jeu sur Xbox, qui conduit à d'énormes pertes financières, et le développement d'une suite, plus tard abandonnée par l'éditeur Codemasters. Le studio tombe alors dans de grands problèmes financiers jusqu'à ce que le Corps des Marines des États-Unis emploie le studio pour créer des jeux de simulation pour former des soldats. Une nouvelle division baptisée Bohemia Interactive Simulations est créée, avant de devenir une entité commerciale autonome. À la suite de la décision de Codemasters de ne pas soutenir le studio, Bohemia Interactive décide de développer un successeur spirituel à Cold War Crisis intitulé ARMA: Armed Assault, premier opus de la série à succès ARMA. Ce fut à la fois un succès critique et financier, engendrant un certain nombre de retombées pour l'entreprise. Des projets plus modestes, tels que Take On Helicopters, ont également été lancés dans cette période.
En 2012, Dean Hall produit un mod très populaire pour ARMA 2 : DayZ. Cette popularité a incité le studio à développer un jeu indépendant sur cette base : DayZ Standalone. La même année a été marquée par l'arrestation de deux employés de Bohemia, accusés d'espionnage par la Grèce et condamnés à 129 jours de prison. Cet événement a considérablement entamé le moral de l'équipe et le scénario de Arma 3 a dû être modifié, situant le jeu dans un endroit fictif Golmore. La société travaille actuellement sur plusieurs nouveaux projets, y compris la sortie d'une version complète de DayZ Standalone et le développement de Ylands, un jeu ouvert qui faisait partie de Bohemia Incubator, une plate-forme utilisée par le studio pour lancer de petits projets expérimentaux.
En 2010, le studio fait l'acquisition de deux autres studios de développement tchèques, Altar Games et Black Element Software. Ces studios continuent d'opérer individuellement mais coopèrent également sur divers projets, en tant que composantes de Bohemia Interactive. En 2014, c'est le studio slovaque Cauldron qui est acquis et devient Bohemia Interactive Slovakia.

## Histoire
Bohemia Interactive est fondée par Marek Španěl. Il voulait devenir un développeur de jeux dans les années 1980, après que son frère ait été convaincu d'acheter un ordinateur Texas Instruments 99 / 4A plutôt que cinq montres différentes. Španěl travailla d'abord comme vendeur pour une société de distribution de jeux jusqu'à ce qu'il décide, avec son frère et un autre partenaire, de développer un jeu en 1997 en utilisant l'argent de ses anciens employeurs. Il a officiellement fondé Bohemia Interactive en 1999.
Leur premier jeu, connu sous le nom de code Poseidon, était un jeu de tir à la première personne avec un fort accent sur le réalisme. À cette époque, l'équipe s'est considérablement agrandie, passant d'un seul programmeur à plein temps à 12 employés à temps plein à la fin du développement du jeu. Selon Španěl, toute l'équipe de développement était très enthousiaste au sujet du jeu et se concentrait sur la création d'un jeu auquel ils « voulaient jouer », choisissant ainsi de ne pas étudier les travaux d'une autre équipe de développement. Poséidon a souffert d'un cycle de développement prolongé de plus de trois ans, rendant certaines de ses technologies obsolètes, et de fréquents changements d'éditeur provoquant des incertitudes quant au financement du jeu. En dépit de ces problèmes de développement, Poseidon a fini par être publié en juin 2001 sous le titre officiel d'Operation Flashpoint: Cold War Crisis par l'éditeur Codemasters, acclamé par la critique. Il a été expédié sans aucun bogue, et il est devenu un succès international, vendant plus de 500 000 exemplaires au cours de ses trois premiers mois de lancement, et a atteint une position de premier plan dans les ventes au détail, notamment aux États-Unis, au Royaume-Uni, en Allemagne et en Australie. L'équipe était satisfaite de la sortie du jeu, Španěl la décrivant comme un rêve devenu réalité. Bohemia Interactive a remporté le prix « Best Debut » aux Game Developers Choice Awards, battant des studios renommés, dont Remedy Entertainment (Max Payne).
À la suite de la publication d’Operation Flashpoint: Cold War Crisis, l'équipe avait l'intention de continuer à mettre à jour le jeu avec du contenu supplémentaire, de développer un portage pour la console Xbox, et de créer une suite. La version de la Xbox, baptisée Operation Flashpoint: Elite, a été lancée en 2005, soit quatre ans après la sortie initiale du jeu. La raison de ce long cycle de développement tient au fait que l'équipe ne connaissait pas la structure de la console. Avec la sortie d'une nouvelle génération de matériel incluant une nouvelle console Xbox, la sortie d'Elite n'a pas attiré l'attention de son public. Les ventes ont été ternes et le développement a causé une perte financière énorme. Encore en 2005, la société fonde l'Independent Developers Association (IDEA) avec Black Element Software et Altar Games. L'organisation visait à soutenir d'autres studios de développement de jeux indépendants avec des services incluant le support marketing et la négociation avec les éditeurs.
L'équipe commence à développer une suite à Operation Flashpoint, sous le nom de code Game 2, après avoir annulé leur projet de jeu en monde ouvert sur l'Occident, décrit comme « Flashpoint in Western » par Španěl. L'équipe avait beaucoup d'ambition pour cette deuxième itération et espérait que créer un jeu parfait. L'équipe a passé beaucoup de temps sur des petits détails, allant du scan 3D d'armes réelles à la modélisation du globe oculaire du personnage. Cependant, ce faisant, certains éléments de base ont été négligés par l'équipe, et de nombreux objectifs n'ont pas été atteints en raison de l'état des compétences et de la technologie de l'équipe. En conséquence, l'équipe a constamment manqué les délais fixés par l'éditeur Codemasters. Insatisfait du travail de l'équipe, celui-ci a commencé à chercher de l'aide extérieure. Bohemia était en désaccord avec la recherche d'aide extérieure, et les deux studios ont décidé de se séparer. Avec Codemasters ne soutenant plus financièrement le studio, Bohème est entré dans une série de problèmes financiers. En outre, Codemasters a conservé les droits d’Operation Flashpoint empêchant Bohemia d'utiliser le titre à l'avenir.

## SérieARMA
Au début des années 2000, l'armée américaine a commencé à utiliser un mod de Operation Flashpoint, baptisée Darwars Ambush!, pour former des soldats. En difficulté financière, Bohemia a capitalisé sur son utilisation et fait une petite somme d'argent, évitant à l'entreprise de tomber dans la faillite immédiate. Bohemia met également en place une nouvelle division appelée Bohemia Interactive Simulations, spécialisée dans la création de jeux de simulation militaire avec ses titres Virtual Battle Space pour les armées du monde entier à utiliser. Pendant ce temps, le studio principal, réalisant qu'ils devraient sortir un jeu le plus tôt possible, décide de retravailler sur le moteur Elite et de faire un successeur spirituel à Cold War Crisis appelé Armored Assault, plus tard rebaptisé ARMA: Armed Assault. Selon Španěl, l'équipe déteste le titre. Bohemia décide d'auto-publier le jeu, et lance dans un formulaire d'accès anticipé. Le jeu reçoit des éloges critiques élevés et de bonnes ventes, suffisantes pour sauver l'entreprise.

« Nous ne pouvons pas empêcher Codemasters de lancer un jeu utilisant les mots Operation Flashpoint, mais il n'est pas correct de promouvoir ce jeu comme la suite officielle de Operation Flashpoint: Cold War Crisis ou le retour du « simulateur de conflit militaire » de Bohemia Interactive. Les prix ont été remis pour le jeu créé par Bohemia Interactive - pas pour un nom. »

— Marek Španěl (sur la promotion de Operation Flashpoint: Dragon Rising)[réf. nécessaire]
Le développement d'une suite à Arma a commencé par la suite. L'équipe a décidé de réutiliser certains de ses atouts du jeu 2 pour ARMA 2, et n'a pas eu d'ambitions irréalistes pour le jeu. Une version Xbox 360 a été planifiée mais a été abandonnée après que l'équipe ait pensé que son pouvoir était inférieur à celui des ordinateurs personnels. Pendant cette période, Codemasters a annoncé Operation Flashpoint: Dragon Rising, un jeu qui entre en concurrence avec les propres titres Arma de Bohemia, car il a été commercialisé comme le véritable successeur de Cold War Crisis. Španěl n'était pas content de la commercialisation de Dragon Rising. La série Operation Flashpoint a été créée sans l'intervention de Bohemia. L'équipe est devenue anxieuse, mais a trouvé un soulagement après avoir visionné des séquences de gameplay Dragon Rising ', qu'ils considéraient comme sous-estimées et « ne se rapprochaient même pas de ce qu'ils avaient promis ». Arma 2 est sorti à la mi-2009 à la louange critique élevée et aux ventes élevées. L'équipe de développement a rapidement commencé à travailler sur une opération intitulée Operation Arrowhead, mais Codemasters a décidé de forcer Bohemia à changer son nom en raison de sa similitude avec Operation Flashpoint. Début 2010, la société a continué à développer des titres tels que Take On Helicopters.
À la suite de la sortie de l'opération Arrowhead, la société a commencé le développement d'un nouveau jeu Arma, cette fois dans le futur. Intitulé Arma Futura, il a été développé en collaboration avec la société nouvellement acquise Bohemia, Altar Games. Dans le jeu, les joueurs étaient destinés à lutter contre les aliens, et la direction du jeu une fois passer à un jeu de rôle. Tous ces éléments futuristes ont ensuite été mis au rebut, et ont été refaits dans un cadre plus réaliste avec le titre devenu ARMA 3. Les médias grecs ont rapporté en 2012 que deux Tchèques avaient été arrêtés sur l'île grecque de Lemnos, le lieu de l'ARMA III avec l'espionnage. Martin Pezlar et Ivan Buchta, tous deux employés de Bohemia Interactive, se sont confirmés plus tard. La principale raison de leur inculpation est qu'ils ont pris des photos d'installations militaires qui, en vertu de la loi grecque, menaçaient leur sécurité nationale. Les accusations ont été réfutées, et tous les deux ont insisté sur le fait qu'ils voyageaient sur l'île pour le divertissement seulement. S'il est reconnu coupable, le duo fait face à une peine de 20 ans. C'est rapidement devenu une préoccupation diplomatique, le président tchèque Václav Klaus exhortant le président grec à résoudre cette question avec une « attention particulière ». Bohemia a également fait des efforts en motivant ses communautés ARMA à pétitionner pour faire pression sur la Grèce pour la libération de la paire. Pendant cette période, le moral de l'équipe a chuté. Carrier Command: Gaea Mission a été libéré par le studio, mais selon Španěl, « personne au studio ne se souciait vraiment » parce que leurs amis étaient coincés dans une prison étrangère. Quoi qu'il en soit, Pezlar et Buchta ont été détenus en prison pendant 129 jours jusqu'à ce que le gouvernement grec leur permette d'être libérés sous caution. Après cet incident, l'équipe a décidé de renommer le cadre ARMA 3 de Lemnos à une île fictive appelée « Altis ». Arma III est finalement sorti en août 2013, accompagné de critiques positives. Deux jeux ARMA sur mobiles ont été lancés: 'ARMA Tactics et ARMA Mobile Ops, respectivement en 2013 et 2016.

### ARMA II
ARMA II, connu par les aficionados comme l'attendu « Game 2 » projet du remplaçant d'Operation Flashpoint (ex-Operation Flashpoint 2), est selon Bohemia Interactive la véritable suite à Operation Flashpoint. Sa sortie est prévue pour début 2009, en compétition avec Operation Flashpoint 2 développé en parallèle par Codemasters.

## Operation Flashpoint
La sortie d’Operation Flashpoint en 2001 dans les magasins du monde entier a fait gagner à BIS de nombreuses et prestigieuses récompenses. BIS a, par exemple, remporté le prix du meilleur développeur de jeu PC de l'année. Ce premier jeu de BIS, publié par Codemasters, est immédiatement devenu le jeu le plus vendu en Angleterre, Allemagne, France, Australie, République tchèque et dans les autres pays. Après son succès, une version américaine est préparée et lancée en septembre 2001. Elle connaît également un énorme succès aux États-Unis.
Après Operation Flashpoint, deux extensions sont apparues. Red Hammer (v1.30, réalisée par Codemasters) et Resistance (v1.75) possédant également de nombreuses corrections pour le moteur physique/graphique du jeu. L'équipe chargée du développement continua jusqu'en 2005 d'effectuer un travail de maintenance sur Operation Flashpoint, éditant régulièrement des correctifs. Le dernier en date est le 1.96 final. Une version d'Operation Flashpoint apparaît également sur la Xbox, console clé de Microsoft, sous le nom de Operation Flashpoint: Elite. Elle représente « Flashpoint 1.5 », l'étape entre Operation Flashpoint et Armed Assault.

## Armed Assault
Les droits concernant le nom, le logo et d'autres représentation du précédent jeu vidéo de Bohemia Interactive appartenant à son principal éditeur Codemasters, le studio change le nom de la série. Toutefois, l'esprit reste reste le même, celui d'une simulation militaire.
ARMA: Armed Assault est le simulateur de guerre suivant de BIS. Sorti fin novembre 2006 pour la Tchéquie et l'Allemagne où il connait déjà un immense succès, Armed Assault est un jeu incontournable pour les amateurs de simulateurs militaires. Il est le jeu précédant la sortie de ARMA II (ex-Game 2 / Operation Flashpoint 2). Le dernier patch est la version 1.18.

## Jeux et DLC publiés
- 2001 : Operation Flashpoint: Cold War Crisis (PC)
- 2001 : Operation Flashpoint: Gold Edition & Red Hammer (PC)
- 2002 : Operation Flashpoint: Resistance (PC)
- 2002 : Operation Flashpoint: GOTY Edition (PC)
- 2005 : Operation Flashpoint: Elite (Xbox)
- 2006 : ARMA: Armed Assault (PC)
- 2009 : ARMA II (PC)
- 2009 : ARMA II : Operation Arrowhead (PC)
  - 2010 : ARMA II : British Armed Forces
  - 2010 : ARMA II : Private Military Company
  - 2012 : ARMA II : Army of the Czech Republic
- 2011 : Take On Helicopters (PC)
- 2012 : DayZ Mod (PC-Contenu téléchargeable)
- 2012 : Carrier Command: GAEA Mission (PC et Xbox)
- 2013 : ARMA III (PC)
- 2013 : ARMA Tactics (PC, Android)
- 2013 : ARMA III (PC)
  - 2016 : ARMA III: Apex (PC)
  - (plusieurs autres DLC (PC))
- 2017 : Take On Mars (PC)
- 2017 : Mini DAYZ : Zombie Survival (Android, iOS)
- 2018 : Vigor (Xbox One)
- 2018 : DayZ (Xbox One, PS4, PC)
- 2022 : Arma Reforger (PC, Xbox One, PS5)
- 2027 : Arma 4

### En cours de développement
En 2012, Dean Hall, un employé de Bohemia travaillant sur ARMA 3, a sorti un mod massivement populaire, qui inclut les zombies comme principaux ennemis du jeu. Sa popularité a entraîné une reprise des ventes d'ARMA 2, le nombre de joueurs inscrits étant passé de 500 000 à un million. Impressionné par le succès de DayZ, Bohemia a nommé Hall pour capitaliser dessus en menant le développement d'un jeu vidéo DayZ autonome, qui a assuré qu'il ne serait pas limité par les contraintes d'Arma 2.
Alors que l'objectif principal est de transiter le mod dans un jeu entièrement nouveau, l'équipe a également eu l'intention d'ajouter plus de contenu, comme la construction de base et l'amélioration de l'artisanat. Hall a finalement quitté Bohemia Interactive en 2014, et le jeu est resté en accès anticipé plus de quatre ans après sa sortie en décembre 2013. En novembre 2016, la société a annoncé Bohemia Incubator, une plate-forme pour le développement de jeux expérimentaux. Selon Bohemia Interactive, l'incubateur visait à tester des conceptions, des concepts et à impliquer la communauté dans le développement de jeux, tout en guidant les autres technologies de Bohemia, y compris son moteur d'enfouissement et ses services de support. Deux titres ont été annoncés dans le cadre de l'incubateur.
Cela inclut Ylands, un jeu de bac à sable, et Argo, un jeu de tir free-to-play sans microtransactions publié en juin 2017.
Bohemia révèle en décembre 2021 via un article sur son site un nouveau moteur de jeu, Enfusion. Toujours en développement celui-ci sera utilisé sur les prochains jeux du studio.